# 執行死刑的方法

## 執行死刑的方法
- 斬首（断头台、断头机、介錯）
- 繯首死刑（绞刑、绞杀、投繯、套白狼、立枷、枷項）
- 槍決、炮击
- 電椅
- 毒气室、毒針注射
- 惰性氣體窒息
- 踏刑
- 磔刑、車裂、五牛（馬）分屍、掛拉分
- 碾刑
- 火刑、水煮、油炸、炮烙、點天燈、烤刑、炙刑
- 毒药、鸩杀、吞金
- 溺刑
- 活埋、坑杀
- 饿刑、幽死、恐怖梨、饥饿面具
- 钝击、杖毙、扑杀、金瓜击顶、石刑
- 穿刺、箭刑、十字架、木桩刑、贯穿刑
- 剥皮
- 肢解、大卸八块、碎身刑、锯刑
- 虿盆、獸刑、象刑
- 割喉刑
- 腰斬、剖腹
- 投掷刑
- 车轮刑

## 中國古代的死刑

### 執行方式
中國古時的死刑，除了用他殺的形式執行外，也有令受刑者自殺的方式，即所謂賜死。
- 以他殺方式執行——由劊子手或其他人施刑
  - 凌遲（寸殛）
  - 殊死
  - 菹醢
  - 脯刑
  - 劓殄
  - 烹刑
  - 浸豬籠
  - 剝皮
  - 腰斬
  - 炮烙
  - 車裂（五马分屍）
  - 坑殺
  - 枷項、立枷
  - 絞刑
  - 斬首、梟首
  - 杖毙

- 以自殺方式執行——只提供所需刑具，由受刑者自己施刑
  - 自縊（刑具：白綾）(自掛東南枝)
  - 自鴆（刑具：毒酒）
  - 自刎（刑具：利劍）
  - 切腹（刑具：利劍）

### 執行範圍
刑罰理應由犯罪者自行承擔，但在歷史上，當罪名屬於通番賣國、欺君犯上、密謀造反等滔天死罪時，死刑的執行範圍往往擴大至犯人的親屬、朋友、鄰里，甚至互不相識的人也有可能受牽連，最有名的例子非文字獄莫屬。而按牽連的範圍大小，有族誅（誅三族、誅九族、誅十族）、株連等稱呼。據史書記載，「族誅」在商朝時已有，當時稱為「刑殄」。